# 福岡高速5号線

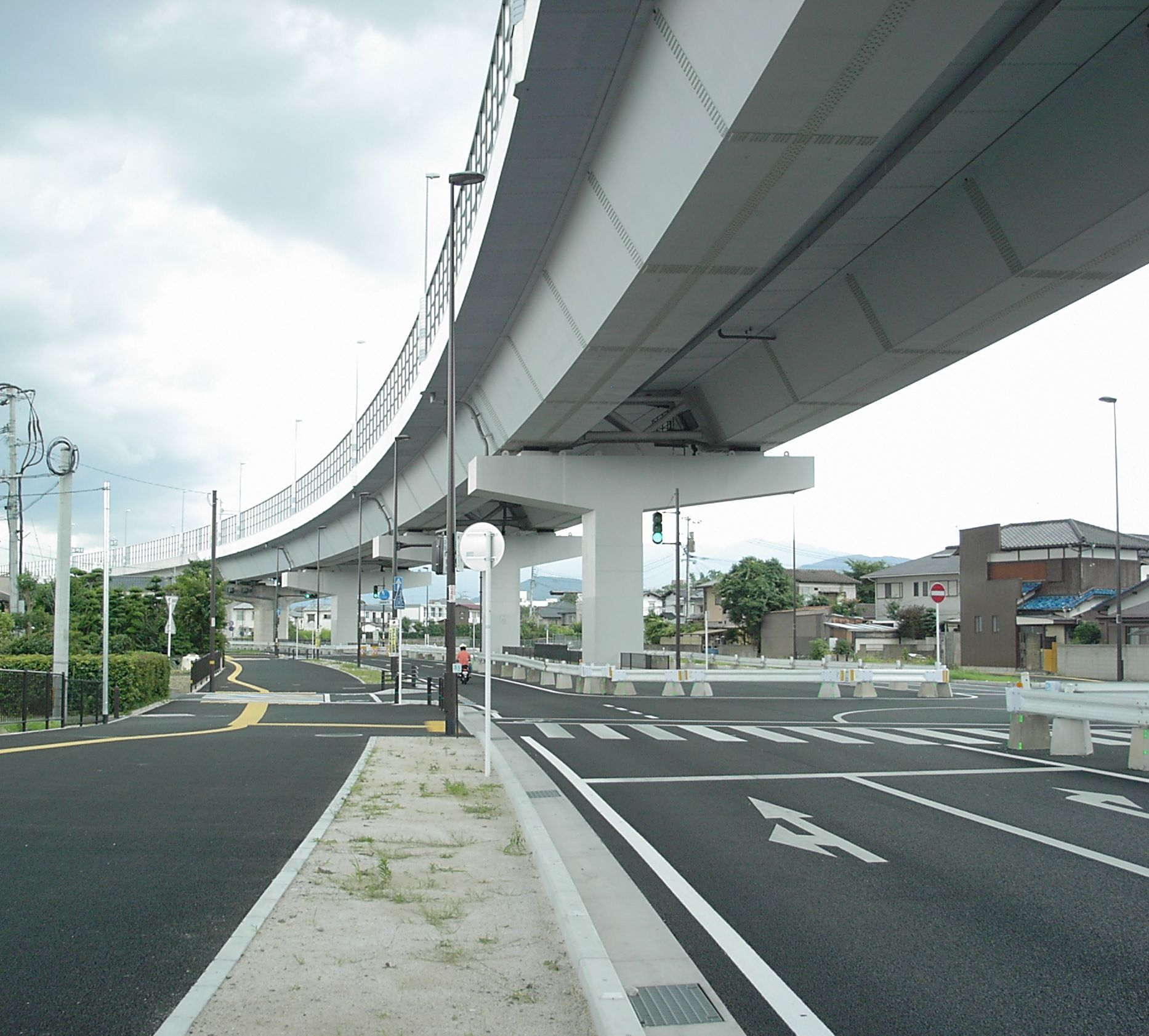
福岡高速5号線
（福岡市南区曰佐（おさ）付近にて撮影）
地上部は福岡外環状道路

福岡高速5号線（ふくおかこうそく5ごうせん、Route 5）は、福岡県福岡市博多区（月隈JCT）から西区（福重JCT）に至る福岡高速道路の路線である。
現在は福岡高速環状線の一部として案内されている（後述）。

## 概要
路線の概要は以下の通りである。
- 区間: 福岡市博多区西月隈4丁目 - 福岡市西区福重3丁目
- 延長: 18.1km
- 事業費: 2,403億円（単価: 133億円/km）
- 幅員: 19.75m
- 工期: 1998年 - 2012年

福岡高速5号線は福岡外環状道路の自動車専用道路部と言う位置づけであり、福岡外環状道路は西九州自動車道の密接関連区間と言う位置づけである。殆どの区間で福岡外環状道路の一般道路部（国道202号バイパス）と並行する。
2012年7月21日に福重JCTの「渡り線」（5号線 - 1号線直結部）が完成し、1号線・2号線の一部を含めて「環状線（環状線C）」の総称名が付与された。 
このため、道路上や公社の案内では、「5号線」の名称が表示されることはなくなっている。

## 歴史
- 2003年（平成15年）5月1日 : 月隈JCT - 板付出入口間開通。
- 2004年（平成16年）6月27日 : 板付出入口 - 野多目出入口 (2.9 km) 間開通[6]。
- 2006年（平成18年）3月26日 : 野多目出入口 - 堤出入口 (4.4 km) 間開通[7]。
- 2008年（平成20年）4月19日 : 堤出入口 - 野芥出入口 (3.1 km) 間開通[8]。
- 2011年（平成23年）2月26日 : 野芥出入口 - 福重出入口 (4.1 km)・福重JCT間開通、JCT部を除き全線供用開始。西九州自動車道との連絡路も同時開通[9]。
- 2012年（平成24年）7月21日 : 福重JCT1号線 - 5号線間（渡り線） (0.9 km) 開通[3] [10]。「環状線」の呼称名が与えられる。

## コスト削減の取り組み
ライフサイクルコストを考慮し、最近の技術トレンドをリードする形で表面処理技術（溶射、MS工法）等を導入している。今後の橋構造物の在り方に、大きな影響を与えるものと思われる。

## 乗継制度
2011年2月26日15時から2012年7月21日（1号線・5号線接続完了時）までの間は、福重JCTの1号線 - 5号線渡り線が未開通だったため、5号線と1号線の間を乗り継ぐ場合は、石丸入口/福重出口（北）と福重出入口（南）の間を、ランプから一旦流出し一般道路を経由して再度ランプに入る方法で、乗り継ぐ事になる。この際に、乗り継ぎ制度の特例が設けられていた。
具体的には、未供用区間が開通するまでの期間、ETC車の場合は15分以内に両ランプ間を乗り継ぐと、新たな料金は表示はされるが、徴収されない。また、現金車の場合は、最初の料金所の通過から60分以内に両ランプ間を乗り継ぐと、新たな料金は徴収されない。なお、最初の料金所で領収書を受け取り、乗り継ぎ料金所でそれを提示することが必須である。また、最初の料金所（入口）が東浜 (東)、石丸、姪浜、愛宕、百道 (東)、金の隈、貝塚、福重 (南)、野芥 (東)、福岡西料金所の場合は、この特例は適用されない。
福重JCTの渡り線開通に伴い、この特例は廃止された。